# هارولد آرثر راسيل
هارولد آرثر راسيل (بالإنجليزية: Harold Arthur Russell)‏ هو سياسي نيوزلندي، ولد في 1871، وتوفي في 14 يوليو 1938.